# 微紅西班牙鱥
微紅西班牙鱥（学名：Anaecypris punicus）是輻鰭魚綱鯉形目雅羅魚科的其中一個種，被IUCN列為瀕危保育類動物，分布於非洲突尼西亞，本魚體呈橢圓形，側線是完整的，沿著腹線，位於尾柄末端的正中位置，側線鱗片60-72片，背面是橄欖色的，側面和腹面是銀色的，有一條黑色的側帶，背鰭和尾鰭灰色。腹鰭，未達臀鰭起點，鰭尖並到達腹鰭，背鰭起點位於腹鰭起點和臀鰭起點之間的中間，體長可達7.2公分，棲息在中底層水域。